# Euribaro
Euribaro (in greco antico: Εὐρύβαρος?, Eurybaros), noto anche come Euribato (Εὐρύβατος) o Euribate (Εὐρυβάτης), è un personaggio della mitologia greca, figlio dell'eroe Eufemo e discendente della divinità fluviale Axios.

## Mitologia
Il giovane Euribaro si imbatté nel bellissimo Alcioneo sulla strada che dalla città Krisa porta al monte Cirphis, dove avrebbe dovuto essere sacrificato per placare le ire della dragonessa Sibari. Euribaro si innamorò di Alcioneo a prima vista e chiese al bel giovane dove si stesse recando. Resosi conto di non poter aiutare l'amato nella lotta contro il mostro, Euribaro strappò la corona dal capo di Alcioneo, la indossò e diede ordine di essere condotto al luogo del sacrificio in sua vece.
Entrato nella caverna, Euribaro afferrò Sibari, la trascinò fuori dalla sua grotta e la scagliò giù dalla rupe. Nel punto in cui il mostro colpì il terreno con la testa prima di volatilizzarsi sgorgò una fontana, che i locali battezzarono appunto Sibari.